# Traugott Lebrecht Schwabe
Traugott Lebrecht Schwabe (* 23. März 1737 in Niederroßla bei Apolda; † 7. August 1812 in Weimar) war 1776 bis 1783 Bürgermeister von Weimar und anschließend Mitglied der Herzoglichen Landesregierung.

## Leben
Schwabe wurde am 20. Oktober 1755 als „Traugott Lebrecht Schwabe“ zum Studium eingeschrieben. Im Mai 1762 wurde er Stadtschreiber von Weimar. Er bewarb sich im August 1775 um die Bürgermeisterstelle in Weimar, wurde vom Rat der Stadt gewählt und im Oktober verpflichtet. Dementsprechend war er von 1776 bis 1783 im jährlichen Wechsel amtierender Bürgermeister und Stadtrichter.
Aus dieser Tätigkeit heraus wurde er zum 27. Mai 1783 als stimmberechtigter Assessor in die Landesregierung berufen. Im März 1785 wurde er zum Regierungsrat, im April 1789 zum Hofrat befördert. Im September 1804 wurde er Geheimer Regierungsrat. Zum 50-jährigen Amtsjubiläum im Mai 1812 widmeten ihm seine Regierungskollegen eine Festschrift:
Viro perillustri Traug. Lebr. Schwabe serenissimo duci a secretioribus apud regimen consiliis collegae aestumatissimo propter bene gestam per dimidium saeculum rempublicam pia vota nuncupant cancellarius ac reliqua membra regiminis vinariensis.
Schwabe verehelichte sich am 16. Juni 1774 mit Sophia Dorothea Henrietta Weber († September 1780). Der Ehe entstammten zwei bekannte Söhne: der spätere Weimarer Bürgermeister Carl Lebrecht Schwabe (1778‒1851) und der spätere Hofmedikus Friedrich Wilhelm Schwabe (1780‒1842).